# Сі-Бостан
Сі-Бостан (перс. سي بستان) — село в Ірані, у дегестані Хараджґіль, у бахші Асалем, шагрестані Талеш остану Ґілян. За даними перепису 2006 року, його населення становило 69 осіб, що проживали у складі 14 сімей.